# Von der Mühll und Oberrauch
Von der Mühll und Oberrauch war ein von den beiden Schweizer Partnern von 1919 bis 1953 geführtes Architekturbüro aus Basel, dessen Schwerpunkte, beeinflusst vom Neuen Bauen, auf dem Genossenschaftswohnungs- und Verwaltungsbau lagen.

## Hans von der Mühll

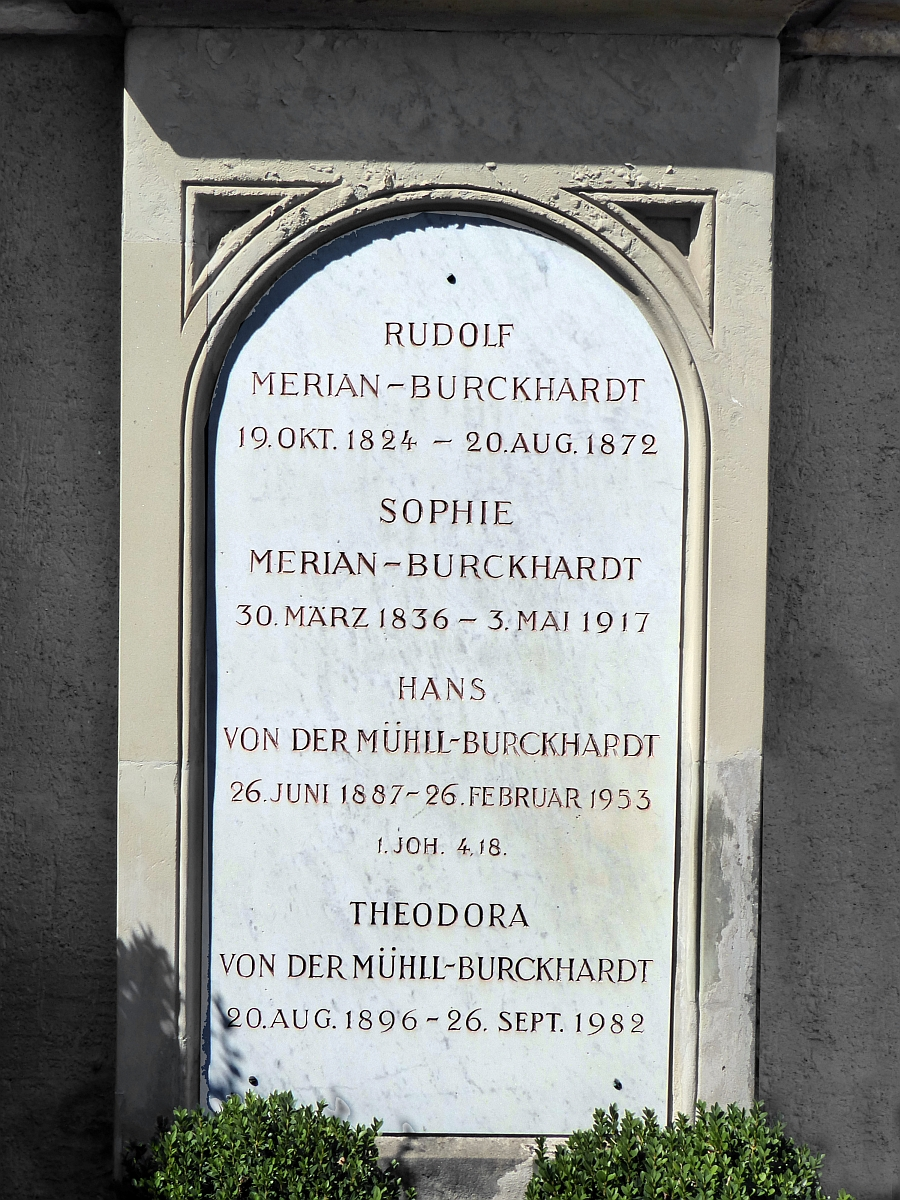
Familiengrab auf dem Wolfgottesacker

Hans von der Mühll (* 26. Juni 1887 in Basel; † 26. Februar 1953 in Versailles) kam aus einem Basler bürgerlichen Elternhaus. Er absolvierte zunächst eine Lehre im Büro von Wilhelm Bernoulli, bevor er in München bei Theodor Fischer Architektur studierte. Nach dem Abschluss arbeitete er dort bei Richard Riemerschmid.
1917 heiratete er Theodora, geborene Burckhardt (1896–1982) die später Voltaires Biographie von Karl XII übersetzte und die Schwester von Carl Jacob Burckhardt war. Ihre Eltern waren Carl Christoph Burckhardt und Hélène, geborene Schazmann (1871–1949).
Hans von der Mühll starb völlig überraschend auf einer Reise zu Fastnacht 1953 nach Versailles an einem Herzanfall und fand seine letzte Ruhestätte auf dem Friedhof Wolfgottesacker in Basel.

## Paul Oberrauch
Paul Oberrauch (* 6. Juni 1890 in Davos; † 15. Juli 1954 bei Spreitenbach) war Sohn eines Davoser Metzgers. Nach der Kantonsschule in Schiers liess er sich ab 1906 in Winterthur zum Bautechniker ausbilden und arbeitete zusätzlich bei Nicolaus Hartmann in St. Moritz und bei Rittmeyer und Furrer in Winterthur. Ab 1912 studierte ebenfalls bei Fischer in München, wo er seinen späteren Partner kennenlernte. Weitere Berufserfahrung sammelte er wohl in Stuttgart, Florenz und Leipzig, wo er zu Kriegsbeginn die Graubündnerin Anna Caspar heiratete. 1917 kehrte das Paar «nach zwei entbehrungsreichen Jahren, von Hunger getrieben, in die Schweiz zurück.» Oberrauch starb zusammen mit seiner Frau bei einem Autounfall.

## Büro
Gemeinsam konnten sie mit dem Gewinn des 2. Preises beim Wettbewerb für das Hauptgebäude der Mustermesse Basel in Basel ein Büro eröffnen. Ihr Wohnhaus an der WOBA stellte ihre Bemühungen in der Entwicklung des Kleinwohnungsbaus beispielhaft dar, deren Entwicklungsprozess sich zuvor bereits in Siedlungen wie der Wohngenossenschaft Gundeldingen und Heimatland Basel ablesen lässt. Mit den Gebäuden an der Spiegelgasse in Basel, dem Spiegelhof, Verwaltungsgebäuden für die Polizei und die öffentliche Krankenkasse, wurde 1938 mit der Innenstadtkorrektion der Basler Altstadt westlich des Marktplatzes begonnen. Im Gesamten wird dem Werk eine gewisse Bescheidenheit attestiert: «Die Bauten alle, auch die vielen Privathäuser, sind nicht so sehr als ‹Denkmäler› aufgefaßt denn als Rahmen für das Leben, das da in den fertigen Bau einziehen und ihn erfüllen soll. Ein Rahmen freilich, der verpflichtet.»

## Werkauswahl
- Wettbewerb Basler Mustermesse, Basel, 1919 (Wettbewerbsprojekt, 2. Platz ex aequo)
- Wohngenossenschaft Gundeldingen, 133 Wohnungen, Basel 1926/27 (mit Rudolf Christ)
- Wohngenossenschaft Heimatland, 72 Wohnungen, Basel 1926/27
- Wohngenossenschaft Eglisee, Musterhaus für die Wohnausstellung Basel, 1930
- Zunfthaus Spinnwettern, Umbau in eine Buchhandlung, Basel 1930
- Spiegelhof, Städtische Verwaltung, Basel 1938/39
- Wohngenossenschaft Thierstein, 117 Wohnungen, Basel 1943/44 (1. Bauetappe) und 1946 (2. Bauetappe mit Rudolf Christ)
- Druckerei Birkhäuser, Basel 1951
- Geschäftshaus Zum Gold, Basel 1951/52
- Geschäftshaus Elisabethenstr., Basel 1952

## Belege
1. ↑  Burckhardt Stammbaum
2. ↑  Nekrolog Das Werk
3. ↑  Nekrolog SBZ
4. ↑  Christa Zeller: Schweizer Architekturführer ; Band 2: Nordwestschweiz, Jura, Mittelland. Zürich: Werk Verlag 1996. ISBN 3-909145-12-4. S. 28
5. ↑  Die Schweizerische Wohnungsausstellung 1930, Das Werk, Bd. 16, S. 244, doi:10.5169/seals-15966
6. ↑  Wohngenossenschaft Gundeldingen, Basel: Architekten Hans von der Mühll & Paul Oberrauch B.S.A. und Rudolf Christ, Das Werk, Bd. 15, S. 83 ff., doi:10.5169/seals-15154
7. ↑  Die Episode des systematischen Kleinwohnungsbaues, Das Werk, Bd. 16, S. 141, doi:10.5169/seals-15942
8. ↑  Basler Baubericht, Das Werk Bd. 25 S. XIV ff.
9. ↑  Nekrolog Das Werk